# Азорелла
Азорелла (Azorella) — рід квіткових рослин родини окружкові (Apiaceae). Ці низькорослі рослини широко представлені в Новій Зеландії, Південній Америці та островах Кергелен. Низькорослі кущики азорелли пухнастим покривалом вкривають землю. Азорелла росте високо у горах (Анди) або у регіонах із субантарктичним кліматом. Ці рослини дуже повільно ростуть, до 2 см на рік. Вони характеризуються і довгим віком — наприклад, колонії ярети можуть сягати кілька тисяч років.

## Види
Рід містить близько 70 видів:
- Azorella ameghinoi
- Azorella aretioides
- Azorella biloba
- Azorella compacta
- Azorella compressa
- Azorella corymbosa
- Azorella crassipes
- Azorella crenata
- Azorella cryptantha
- Azorella cuatrecasasii
- Azorella daucoides
- Azorella diapensioides
- Azorella diversifolia
- Azorella filamentosa
- Azorella fuegiana
- Azorella integrifolia
- Azorella julianii
- Azorella lanceolata
- Azorella linearifolia
- Azorella lycopodioides
- Azorella madreporica
- Azorella microdonta
- Azorella minuta
- Azorella monantha
- Azorella monteroi
- Azorella multifida
- Azorella ovata
- Azorella patagonica
- Azorella peduncularis
- Azorella pedunculata
- Azorella pulvinata
- Azorella reniformis
- Azorella saxifraga
- Azorella selago
- Azorella spinosa
- Azorella trifoliolata
- Azorella trifurcata
- Azorella trifuscata
- Azorella triscuspidata